# Ferruccio Bolognesi

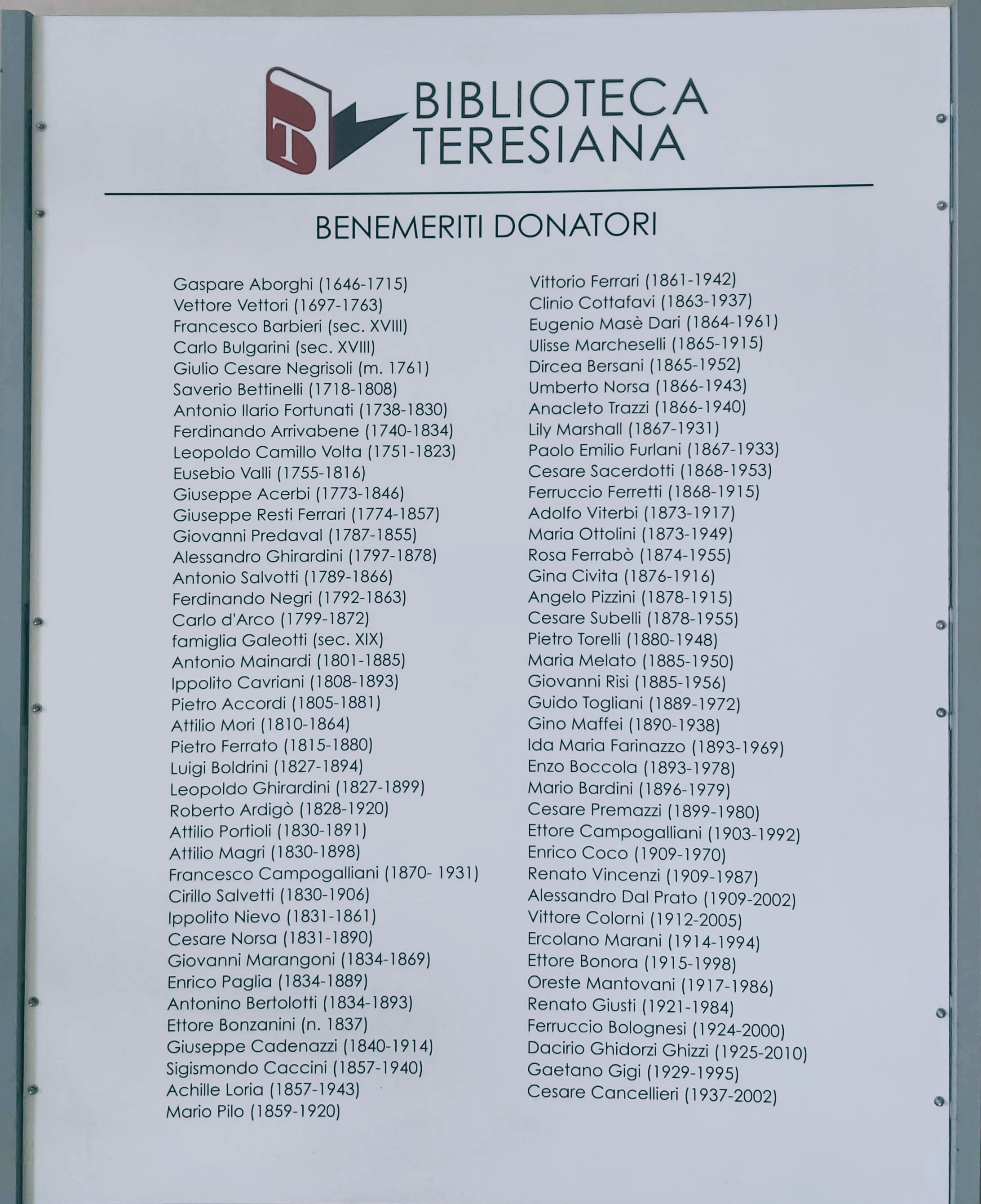
Ferruccio Bolognesi tra i donatori della Biblioteca Teresiana di Mantova.

Ferruccio Bolognesi (Mantova, 21 febbraio 1924 – Mantova, 16 gennaio 2001) è stato un pittore, scultore e partigiano italiano.

## Biografia
Nacque a Mantova il 21 febbraio 1924. Quando a vent'anni venne assunto come ragioniere alla Banca Agricola Mantovana erano già vive le sue passioni per la musica e il teatro.
Durante la seconda guerra mondiale fuggì in Svizzera e, al rientro in Italia, si aggregò ai partigiani della Repubblica dell'Ossola.
alla la fine della guerra Ferruccio Bolognesi si dedicò all'attività artistica come pittore naïf e scultore.
A partire dagli anni cinquanta, con i pittori Bruno Rovesti, Pietro Ghizzardi, Enrico Benassi, Rina Nasi e Pellegrino Vignali, Bolognesi fu uno dei componenti di quello che gli studiosi hanno poi ribattezzato movimento dei "primitivi e naïf".
La sua affermazione come pittore avvenne nei primi anni sessanta, in contemporanea con il successo dell'esperienza pittorica di Antonio Ligabue, il più celebre degli artisti naïf italiani e considerato suo maestro. Da lui ha mutuato i temi del circo e della banda musicale, presenti in molti quadri, mentre ha intrapreso un percorso del tutto personale per quanto riguarda la raffigurazione del paesaggio, in particolare di strade e piazze del mantovano, spesso disegnate sbilenche.
Bolognesi ha introdotto nella pittura naïf i temi legati alla mitologia greca e romana,  realizzando anche le illustrazioni per una edizione dell'Eneide pubblicata a Mantova.
Fu scenografo del film Nostos - Il ritorno, realizzato nel 1989.
Realizzò una scultura in ferro alta 10 metri per il  Palazzo Municipale di Castel Goffredo, rappresentante i personaggi dell'Eneide di Virgilio che, secondo alcuni studiosi, nacque nel territorio castellano.
Morì a Mantova il 16 gennaio 2021